# Dodo-Itxótui
Dodo-Itxótui (en rus: Додо-Ичётуй) és un poble de la República de Buriàtia, a Rússia, segons el cens del 2020 tenia 331 habitants.